# Origini (Magic)

Il logo del set

Origini (Homelands in inglese) è un'espansione del gioco di carte collezionabili Magic: l'Adunanza, edito da Wizards of the Coast. In vendita in tutto il mondo da metà ottobre 1995, è un set indipendente e non fa parte di alcun blocco tematico, anche se per dieci anni è stato considerato parte del blocco di Era Glaciale.

## Ambientazione
La storia di Origini è ambientata nel nuovo piano dimensionale di Ulgrotha.

## Caratteristiche

Il simbolo dell'espansione

Origini è composta da 140 carte, stampate a bordo nero, così ripartite:
- per colore: 25 bianche, 25 blu, 25 nere, 25 rosse, 25 verdi, 10 incolori, 5 terre.
- per rarità: 50 (25+25) comuni, 47 non comuni e 43 rare.

Il simbolo dell'espansione è il pianeta (o piano dimensionale) Ulgrotha, e si presenta in bianco e nero indipendente dalla rarità delle carte.
Origini era disponibile in bustine da 8 carte assortite casualmente.
L'espansione fu presentata in tutto il mondo durante i tornei di prerelease il 14 ottobre 1995.
Le carte comuni di Origini sono state tutte stampate in due versioni, ognuna con una differente illustrazione. Quindi sebbene le carte dell'espansione siano in realtà 115, vengono conteggiate il doppio delle comuni, portando il numero effettivo a 140.
Nessuna carta del set è stata ristampata da espansioni precedenti.

## Novità
In questo set, contrariamente a quanto avviene di solito, non sono presentate nuove abilità delle carte, ma vengono sviluppate alcune meccaniche apparse nella precedente espansione, Era Glaciale.